# Młyn „Warszawianka” w Piotrkowie Trybunalskim
Młyn „Warszawianka” w Piotrkowie Trybunalskim – młyn motorowy wybudowany w 1932 r. w Piotrkowie Trybunalskim, w województwie łódzkim.

## Historia
Młyn wybudowano w 1932 r. a uruchomiono w 1933 r. z wykorzystaniem napędu elektrycznego. Działał pod zarządem spółki kupców żydowskiego i niemieckiego pochodzenia. Był to budynek murowany z cegły, trzypiętrowy z poddaszem oraz dachem dwuspadowym krytym papą. Był wyposażony w 7 par walców podwójnych i gniotownik.  Jego moc przemiałowa w okresie międzywojennym wynosiła ok. 20 t zboża na dobę. W okresie II wojny światowej młyn działał pod zarządem niemieckim. W okresie powojenny m został upaństwowiony. W latach 70. XX w. był wciąż czynny.